# BC-41

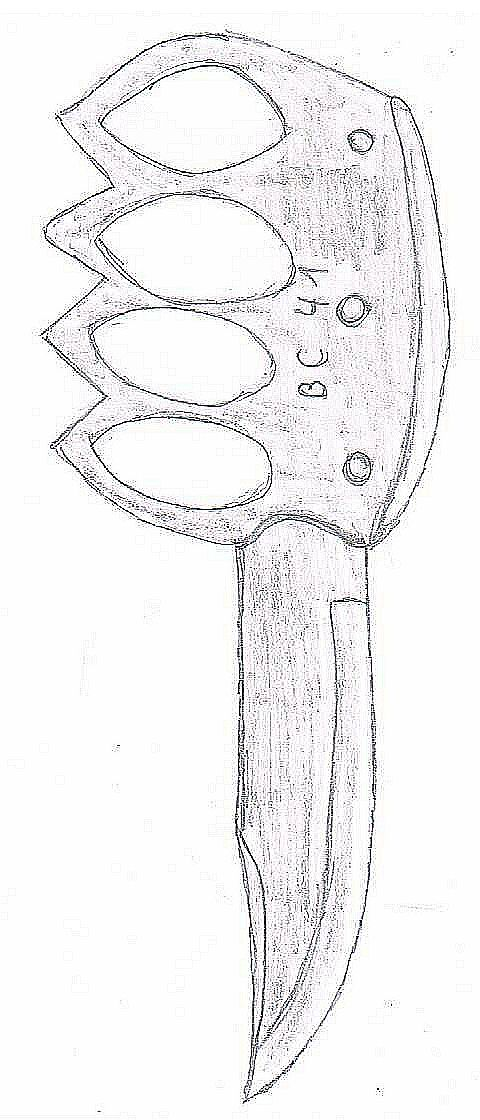
Dibujo de un BC-41.

El BC-41 era un arma combinada de puño americano y daga utilizada por los Comandos británicos durante la Segunda Guerra Mundial para el combate cuerpo a cuerpo y las situaciones de emboscada. Aunque efectivo, finalmente fue reemplazado por el cuchillo de combate Fairbairn-Sykes.